# René Lorin
René Lorin (1877 - 1933) va ser un enginyer aeronàutic francès pioner en el disseny de motors de reacció i creador del estatorreactor.
René Lorin va estudiar a l'Escola central de les arts i oficis a París. Va ser el primer a haver-hi assajat la propulsió d'una aeronau mitjançant un motor de reacció el 1908, un primer assaig va realitzar-se el 1913. També va publicar un assaig on descriu el principi d'un estatorreactor en una revista a inicis del segle xx.
Tals invencions van ser molt precoces, per exemple fins a diverses dècades més tard es desenvoluparien vehicles capaços d'aconseguir velocitats com perquè es produeixi la compressió que activa a un estatorreactor. Lorin, per tant, no va poder veure concretada la seva idea. Trigarà fins al 1949 per què el seu compatriota René Leduc (1898-1968) la porti a la pràctica ell.